# Trichocentrum andreanum
Trichocentrum andreanum är en orkidéart som först beskrevs av Célestin Alfred Cogniaux, och fick sitt nu gällande namn av Rolando Jiménez Machorro och Germán Carnevali. Trichocentrum andreanum ingår i släktet Trichocentrum och familjen orkidéer. Inga underarter finns listade i Catalogue of Life.